# 81P/Wild

El cometa Wild 2 (designado oficialmente como 81P/Wild ["Vilt"]) es un cometa descubierto por el astrónomo suizo Paul Wild en 1978.
Wild 2 fue estudiado el 2 de enero de 2004 por la sonda espacial Stardust, que recolectó muestras de la coma del cometa. 
El polvo cometario capturado llegó a la Tierra el 15 de enero de 2006.